# Udo von Bonin
Udo Wilhelm Bogislav von Bonin (* 6. Juni 1826 in Stresow, Kreis Lauenburg-Bütow; † 28. September 1902 in Detmold) war preußischer Generalmajor und zuletzt Abteilungschef des Servis- und Lazettwesen in Kriegsministerium.

## Leben

### Herkunft
Seine Eltern waren der Regierungsrat Julius Wilhelm Ernst von Bonin (* 17. Mai 1801; † 30. März 1842) und dessen Ehefrau Auguste, geborene Piper (* 18. Oktober 1801; † 16. Juli 1845).

### Werdegang
Er besuchte die Gymnasien in Halberstadt und Stargard in Pommern. Am 1. Januar 1843 ging er als Einjährig-Freiwilliger in die Garde-Pionier-Abteilung. Er kam am 22. September 1843 in die 2. Pionierabteilung. Vom 15. Oktober 1843 bis zum 9. Juli 1846 war er in die Vereinigte Artillerie- und Ingenieurschule abkommandiert. In dieser Zeit wurde am 22. Mai 1844 zum Portepeefähnrich und am 1. September 1845 als Seconde-Lieutenant in die 1. Ingenieur-Inspektion aggregiert und am 2. Juli 1846 in die 1. Pionier-Abteilung versetzt.

Von 11. April 1848 bis zum 2. Mai sowie vom 15. Juni bis zum 13. September 1848 zur Armierung von Weichselmünde und Neufahrwasser. Anschließend wurde er vom 13. September 1848 bis zum 15. Juni 1849 in die Festung Thorn versetzt. Am 9. Juli 1849 wurde er mit Patent zum 18. August 1844 in die 1. Ingenieurinspektion einrangiert und zum Festungsbau nach Königsberg versetzt. Vom 13. November 1850 bis zum 4. Februar 1851 war er zur mobilen 1. Pionierabteilung abkommandiert. Am 1. März 1853 kam er in die 3. Ingenieurinspektion und um dann zu Fortifikationsdiensten nach Koblenz versetzt zu werden. Dort wurde er am 21. September 1853 Adjutant der 5. Festungsinspektion und am 1. Oktober 1853 zum Premier-Lieutenant befördert.

Er wurde am 1. April 1854 nach Paris abkommandiert, um dort französisch zu lernen. Nach seiner Rückkehr kam er am 29. März 1856 als Adjutanten in die 2. Ingenieurinspektion und wurde am 27. Juni 1857 zum Hauptmann ernannt. Am 18. März 1858 war er in die Ingenieurabteilung des Kriegsministeriums abkommandiert und am 26. September 1858 in das Ministerium versetzt. Am 17. März 1863 wurde er zum Major befördert. Er nahm am Deutsch-Dänischen Krieg teil. Anschließend bekam er wieder eine Feldverwendung und wurde am 11. Juni 1864 als Kommandeur in das Pionierbataillon Nr. 2 versetzt. Vom 29. Juli bis zum 26. August 1864 kam er Kommandeur der 9. Pionierkompanie in Jütland. Im Jahr 1866 kämpfte er im Deutschen Krieg und nahm an der Gefechten bei Podtost und Gitschin teil sowie an der Schlacht bei Königgrätz. Dafür erhielt er am 29. September 1866 den Kronen-Orden 4. Klasse mit Schwertern und dazu am 31. Dezember 1866 die Beförderung zum Oberstleutnant mit Patent zum 30. Oktober 1866. Am 17. Oktober 1867 kam er dann als Ingenieur-Offizier vom Platz nach Danzig. Aber am 3. Dezember 1867 wurde er mit der Wahrnehmung der Geschäfte als Chef des Servisabteilung im Kriegsministerium beauftragt, am 1. Juli 1868 wurde er als Abteilungschef des Servis- und Lazarettwesen bestätigt. Er erhielt am 23. Januar 1870 den Kronen-Orden 3. Klasse mit Schwertern und am 16. Juli 1870 die Beförderung zum Oberst. Während der Mobilmachung zum Deutsch-Französischen Krieg kam er am 10. August 1879 als Kommandant in die Festung Torgau, am 9. Mai 1871 kehrte er in das Friedensverhältnis zurück. Er bekam am 30. März 1873 den Rang und die Gebührnisse eines Brigadekommandeurs. Außerdem wurde er am 13. April 1873 zum Präses des Ingenieurkomitees ernannt. Er wurde am 2. Mai 1874 zum Generalmajor befördert und dann am 12. Februar 1876 mit Pension zur Disposition gestellt sowie mit dem Roten Adlerorden 2. Klasse mit Eichenlaub ausgezeichnet. Er starb am 28. September 1902 in Detmold.

### Werke
Er war familiengeschichtlich Interessiert und veröffentlichte von einem Verwandten zusammengestellte Familiengeschichte:
- Geschichte des Hinterpommerschen Geschlechts von Bonin bis zum Jahre 1863. Berlin 1864. (Digitalisat)

### Familie
Bonin heiratete am 22. Oktober 1866 in Stettin Marie Klara Eickhoff (* 28. Februar 1846; † 25. September 1921). Das Paar hatte mehrere Kinder:
- Julius Wilhelm Bogislav (* 13. Dezember 1867; † 21. März 1918), gefallen als Oberstleutnant und Kommandeur des Reserve-Infanterie-Regiments Nr. 443 bei St.Quentin ⚭ Hedwig Waldeyer (* 27. Juli 1871)
- Valerie Klara Marie (* 14. November 1869; † 27. Oktober 1883)
- Max Udo Bogislav (* 21. Dezember 1871), Landwirt
- Irmgard Emma (* 27. Dezember 1872; † 12. August 1873)
- Paul Sylvester Bogislav (* 26. Oktober 1874), Oberstleutnant